# Epirus
Epirus (grekiska: Ήπειρος, Ḗpeiros; latin: Epeiros; albanska: Epir med böjningsformen Epiri; arumänska: Epiru; på svenska även Epiros) är ett landskap i nordvästra Grekland och i södra Albanien mellan Vlorabukten i norr och Artabukten i syd. Invånarna kallas epiroter.

## Etymologi
Epirus är ett antikt grekiskt ord för 'fastland'.

## Historia

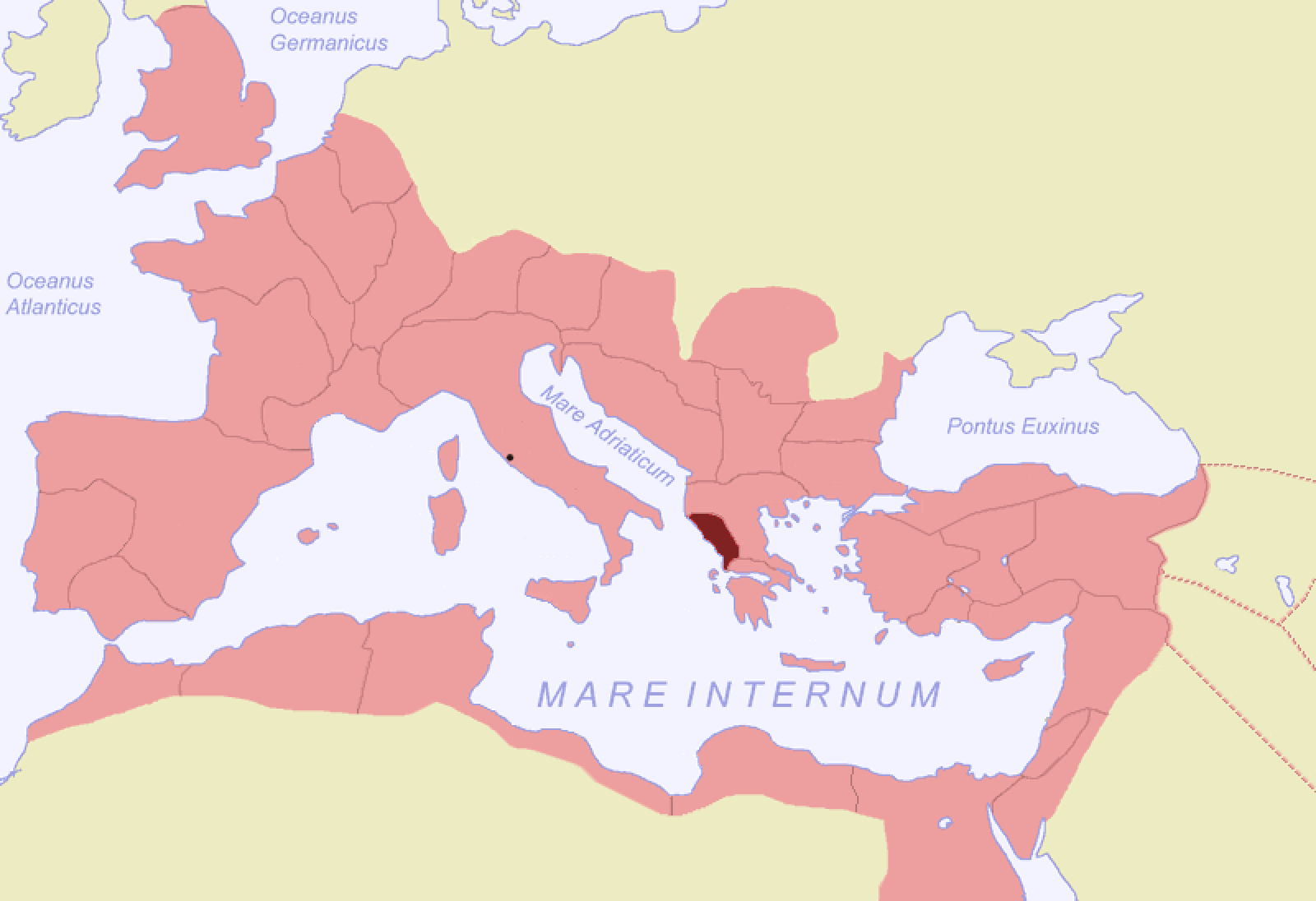
Epirus, romersk provins.

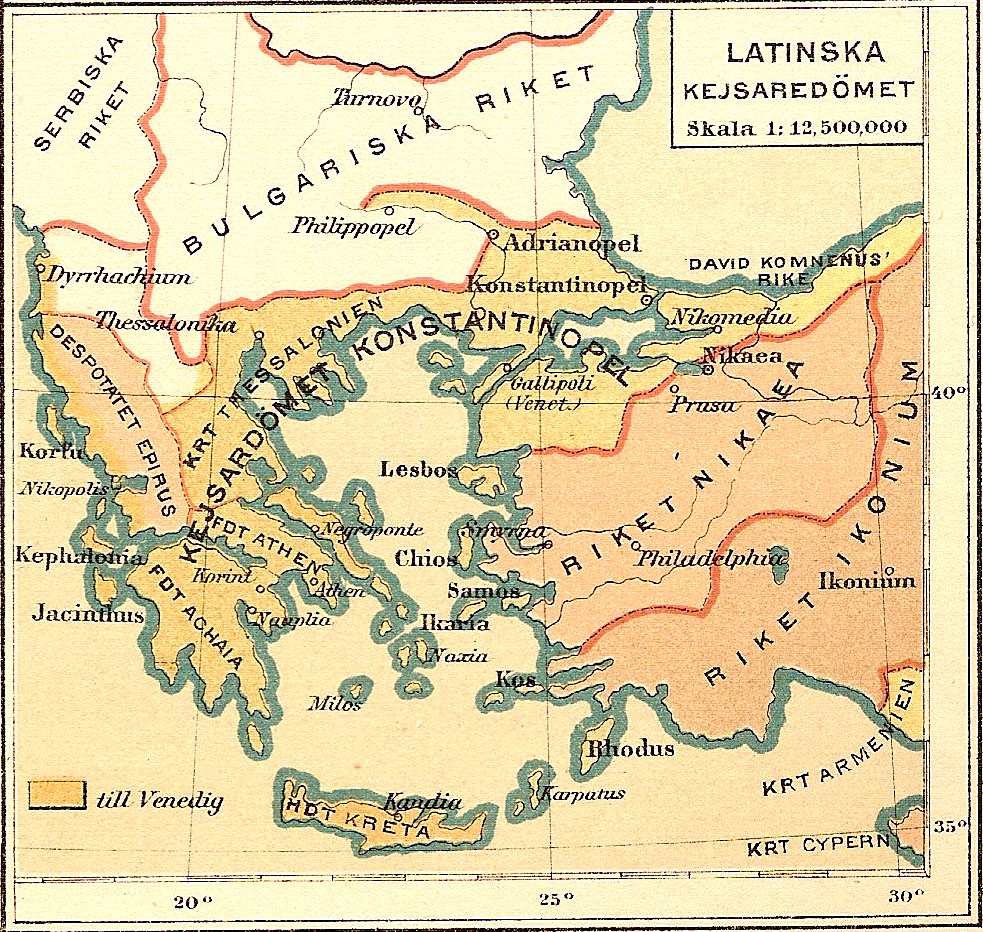
Historisk karta över det tiden för det medeltida Latinska riket med despotatet Epirus till vänster

Epirus beboddes av flera grekiska stammar under antiken. Den mest kända av dessa stammar var molosserna. Epirus utgjorde ett eget kungadöme, där den mest kände härskaren var Pyrrhus (297-272 f.Kr.) Området införlivades 146 f.Kr. i den romerska provinsen Macedonia. Efter romarrikets delning lydde området under det Bysantinska riket. I samband med det fjärde korståget 1204 bildades det självständiga despotatet Epirus av Mikael Doukas. Från mitten av 1400-talet tillhörde Epirus Osmanska riket. Den nuvarande uppdelningen mellan Albanien och Grekland fastslogs efter andra balkankriget 1913.

## Geografi
Epirus ligger i nordvästra Grekland och i södra Albanien mellan Vlorabukten i norr och Artabukten i syd.
Epirus är starkt kuperat, i synnerhet i de östra delarna där Pindosbergen, den bergskedja som täcker stora delar av södra Balkan, avskiljer Epirus från Makedonien  och Thessalien. Större delen av Epirus är täckt av höga bergskammar som når ända upp till 2 600 meter. Starka vindar från Joniska havet gör att Epirus mottar större nederbörd än områdena längre in på Balkan, men den magra och näringsfattiga jorden gör att jordbruket i regionen alltid givit dålig avkastning.

## Grekiska Epirus

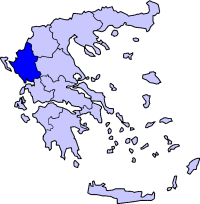
Lägeskarta för dagens Epirus

Den grekiska regionen Epirus är ett av Greklands tretton distrikt. Den uppdelas i de fyra prefekturerna Nomós Ártas, Ioannina, Preveza och Thesprotia. Den gränsar i öst till Västra Makedonien och Thessalien och i söder till Västra Grekland. I väst ligger Joniska havet och de joniska öarna och i norr Albanien. 
Regionen har en area på 9 203 km² och en befolkning på 371 690 invånare. Huvudort och största stad är Ioannina med 167 901 invånare. Befolkningen är i dag nästan uteslutande grekisktalande arvaniter och räknar sig till den grekisk-ortodoxa kyrkan. Den albanska minoriteten i den grekiska provinsen har varit betydligt större men deporterades under och efter andra världskriget och under det grekiska inbördeskriget.

## Albanska Epirus
Albanien är i huvudsak belägen i Epirus Vetus och Epirus Nova. Under äldre tid användes Epirus som parallell beteckning för landet Albanien. Den albanske nationalhjälten Skanderbeg kallades ofta för "Epirusprins" och Frang Bardhis latinsk-albanska lexikon fick namnet "Dictionarium Latino-Epiroticum".
I den albanska delen av Epirus finns fortfarande en betydande grekisk minoritet som med grekisk benämning kallas vorios epirus ("nordepiroter").
Det albanska Epirus kallas av grekerna för Nordepirus.	Nordepirus var under en kort period en autonom provins i Albanien, under namnet Autonoma republiken Nordepirus.
Det albanska Epirus viktigaste stad är Gjirokastra.
Grekland gjorde länge territoriella anspråk på delar av södra Albanien men de aktuella gränserna har i dag erkänts av de båda länderna.[källa behövs]